# شهرستان دنده
شهرستان دنده (به لاتین: Dande) یک منطقهٔ مسکونی در آنگولا است که در استان بنگو واقع شده‌است. شهرستان دنده ۷٬۲۱۶ کیلومتر مربع مساحت و ۲۲۲٬۵۲۸ نفر جمعیت دارد.